# 2 Fast 2 Furious

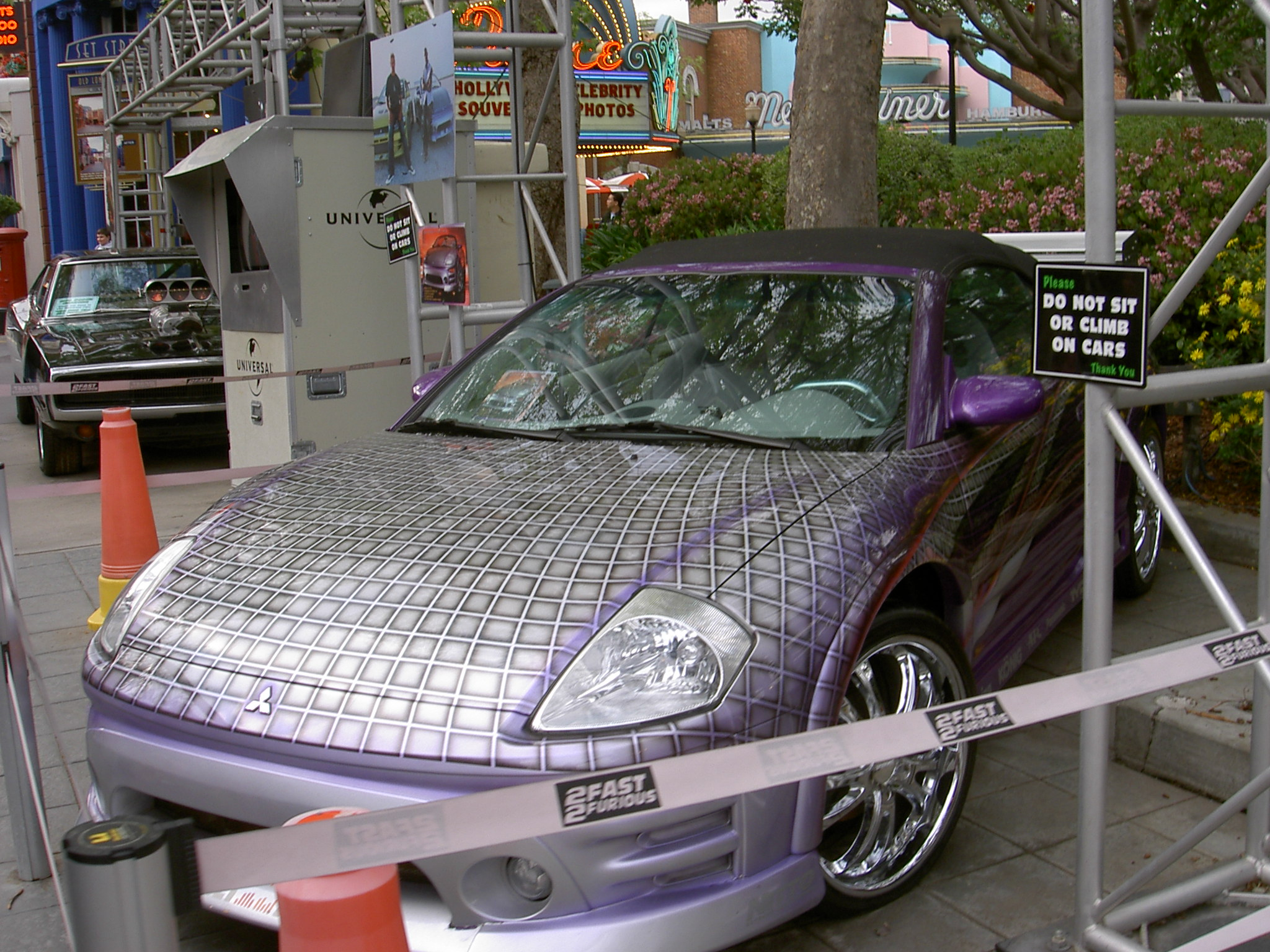
Mitsubishi Eclipse Spyder; das Fahrzeug von Roman Pearce

2 Fast 2 Furious ist ein US-amerikanischer Actionfilm von John Singleton aus dem Jahr 2003. Es ist der zweite Teil der Filmreihe Fast & Furious. In Deutschland kam der Film am 19. Juni 2003 in die Kinos.

## Handlung
Brian O’Conner, ehemaliger Undercover-Cop, wurde suspendiert, weil er Dominic Toretto nach einem Straßenrennen im ersten Teil The Fast and the Furious entwischen ließ und lebt nun in Miami. Eines Abends wird er zu einem illegalen Straßenrennen mit drei weiteren Fahrern gebeten, das von seinem Freund Tej Parker organisiert wird. Nachdem O’Conner und Suki im Ziel angekommen sind, greift die Polizei ein und nimmt O’Conner fest. O’Conner wird im FBI-Hauptquartier dazu überredet, gegen Löschung seiner Strafakte für das FBI den argentinischen Drogenhändler Carter Verone wegen Geldwäsche zu überführen. O’Conner soll mit Agent Dunn zusammenarbeiten, der von Autos keine Ahnung hat und schlägt stattdessen vor, seinen alten Freund Roman Pearce als Partner zu nehmen. In Barstow finden sie Pearce bei einem Schrottautorennen und überreden ihn, ebenfalls für die Löschung seiner Strafakte bei der Überführung von Verone zu helfen. Gemeinsam bekommen sie im Hauptquartier des FBI von Undercoveragentin Monica Fuentes und Agent Bilkins zwei Wagen. Damit fahren sie Rennen, um Verones Vertrauen für einen Job zu bekommen.
Nachdem die beiden den Test bestanden haben, bekommen sie den Job. In der Werkstatt stellt der befreundete Mechaniker Jimmy fest, dass die beiden Autos durch das FBI mit GPS-Sendern ausgestattet wurden, welche die Positionen der Autos von O’Conner und Pearce an das FBI übertragen. O’Conner und Pearce beschließen, sich bei einem Straßenrennen zwei neue Wagen zu besorgen, um nicht vom FBI geortet werden zu können, was ihnen auch gelingt, anschließend fahren sie in einen Club, um Verone zu treffen. Im VIP-Bereich des Clubs erreicht Verone durch Folter des zuständigen Polizisten Detective Whitworth ein Zeitfenster für seine Flucht am nächsten Tag. An diesem treffen sich O’Conner und Pearce mit den Handlangern von Verone, holen das Drogengeld aus einem Wohnwagen und müssen vor der Polizei, die Whitworth dennoch ausrücken lässt, flüchten.
Das Duo fährt, von der Polizei verfolgt, mit den GPS-überwachten Autos in eine alte Lagerhalle und steigt in die zuvor gewonnenen Wagen um. Dutzende weitere – von Tej organisierte – Straßenrennfahrer befinden sich in dieser Lagerhalle und fahren gleichzeitig mit O’Conner und Pearce aus der Halle. In diesem Durcheinander können sich O’Conner und Pearce in ihren neuen Autos unbemerkt absetzen, während die Polizei die GPS-Wagen stellt, die allerdings lediglich mit Tej und Suki besetzt sind. Das FBI, das an einem Flugplatz wartet, muss feststellen, dass Verone nicht dort ist, wie von Monica Fuentes übermittelt. Dieser will das Geld mit seiner Yacht über einen Seeweg befördern und hat durch die Finte mit dem Flugplatz Fuentes als Verräterin überführt. O’Conner und Pearce waren von ihr gewarnt worden, dass sie nach der Geldübergabe ausgeschaltet werden sollen, können Verones Komplizen zuvorkommen und sie ausschalten. Gemeinsam springen sie in einem Wagen über einen von ihnen als Rampe benutzten Steg auf die fahrende Yacht von Verone, um ihn zu stellen und Fuentes zu retten. Nachdem Verone festgenommen ist, gewährt Agent Markham dem Duo die versprochene Löschung ihrer Strafakten, woraufhin Pearce Markham die ihm zunächst vorenthaltene zweite Hälfte von Verones Geld überreicht. Abschließend ist zu sehen, dass Pearce mehrere tausend Dollar des Geldes unterschlagen hatte, um sich in Miami niederzulassen.

## Filmmusik
1. Start – Ludacris
2. Act a Fool – Ludacris
3. Represent – Trick Daddy
4. Slum – I-20

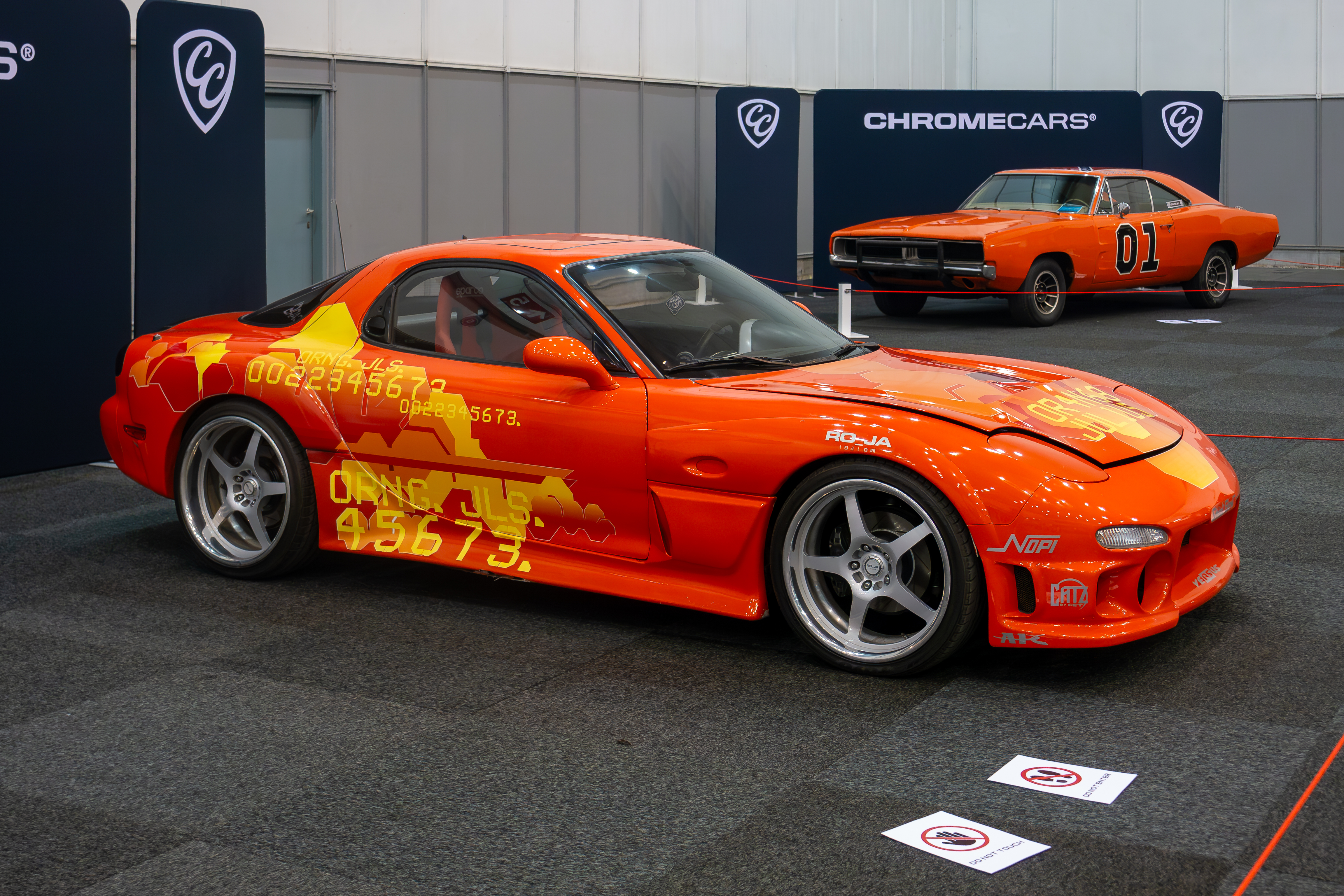
Orange Julius Mazda RX-7

5. Pick Up The Phone – Tyrese, Ludacris und R. Kelly
6. Hands In The Air – 8 Ball
7. Gettin It – Chingy
8. Block Reincarnated – Shawnna, Kardinal Offishall
9. Pump It Up – Joe Budden
10. Hell Yeah – Dead Prez
11. Peel Off – Jin
12. We Ridin – Fat Joe
13. Rollin on 20s – Lil’ Flip
14. Fuck What a Nigga Say – Dirtbag
15. Oye – Pitbull
16. Miami – K’Jon
17. Finish – Ludacris

## Synchronisation
Die deutsche Synchronisation entstand nach einem Dialogbuch und der Dialogregie von Oliver Rohrbeck im Auftrag der Berliner Synchron GmbH Wenzel Lüdecke, er selbst übernahm auch eine kleine Sprechrolle.
| Rollenname          | Darsteller               | Deutsche Synchronstimme |
| ------------------- | ------------------------ | ----------------------- |
| Brian O’Conner      | Paul Walker              | David Nathan            |
| Roman Pearce        | Tyrese Gibson            | Tobias Kluckert         |
| Monica Fuentes      | Eva Mendes               | Sandra Schwittau        |
| Carter Verone       | Cole Hauser              | Tom Vogt                |
| Tej Parker          | Chris „Ludacris“ Bridges | Jan-David Rönfeldt      |
| Agent Bilkins       | Thom Barry               | Tilo Schmitz            |
| Agent Markham       | James Remar              | Thomas Wolff            |
| Suki                | Devon Aoki               | Julia Ziffer            |
| Orange Julius       | Amaury Nolasco           | Karlo Hackenberger      |
| Slap Jack           | Michael Ealy             | Rainer Fritzsche        |
| Detective Whitworth | Mark Boone Jr.           | Michael Christian       |
| Jimmy               | Jin Au-Yeung             | Julien Haggège          |
| Darden              | Eric Etebari             | Andreas Hosang          |

## Rezeption
„So schmalbrüstig die Story mit ihren eklatanten Glaubwürdigkeitslöchern und so schematisch die Figuren gleichwohl bleiben, so atemberaubend sind auch diesmal die Stunts ausgefallen, von den riskanten Verfolgungsjagden ganz zu schweigen.“

„‚2 Fast 2 Furious‘ verhält sich zu ‚The Fast and the Furious‘ wie ‚Speed 2‘ zu ‚Speed‘: viel Getöse, wenig Inhalt. Neonschrille, ultralaute Car-Crash-Orgie nach dem bewährten Muster des Vorgängers.“

„Lahmes Sequel, das weniger auf die getunten Fahrzeuge als auf eine standardisierte Krimihandlung abhebt, was den Film seiner eigentlichen Attraktion beraubt.“

Die Produktionskosten wurden auf 76 Millionen US-Dollar geschätzt. Der Film spielte in den Kinos weltweit rund 236 Millionen US-Dollar ein, davon 127 Millionen US-Dollar im nordamerikanischen Raum.

## Auszeichnungen
- BMI Film Music Award für David Arnold bei den BMI Film & TV Awards in der Kategorie Beste Musik.
- Teen Choice Award in der Kategorie Choice Movie Chemistry für Paul Walker und die Harmonie, die er mit seinem Auto darbot. Ebenso einen Teen Choice Award in der Kategorie Choice Movie Fight/Action Sequence für die beste Kampf-/Actionszene.

## Fortsetzungen
2006 erschien mit dem Titel The Fast and the Furious: Tokyo Drift ein weiterer Film der Reihe, der aber noch keine direkte Fortsetzung darstellte. Erst 2009 wurde die Handlung von 2 Fast 2 Furious mit Fast & Furious – Neues Modell. Originalteile. vorangetrieben. Diesem wiederum folgten sechs weitere Fortsetzungen.

## Sonstiges
Mit der Heimkinoauswertung des Films wurde der Kurzfilm Turbo-Charged Prelude veröffentlicht, der 2 Fast 2 Furious mit seinem Vorgängerfilm The Fast and the Furious verbindet. Gezeigt wird, wie Brian O’Conner vor der Polizei flieht und auf seiner Reise durchs Land seinen Nissan Skyline GT-R R34 erwirbt und diverse Straßenrennen bestreitet, bis er schließlich in Miami ankommt, wo er einigen getunten Fahrzeugen folgt (Mazda RX-7 und Toyota Supra).